# Université Baker
L'université Baker (en anglais : Baker University) est une université chrétienne privée située à Baldwin City au Kansas.

## Historique
L'université Baker en fondée en 1858 par des pasteurs de l'Église méthodiste épiscopale. Elle est nommée en l'honneur d'Osmon C. Baker, alors évêque de la conférence du Kansas et du Nebraska de cette église. Considérée comme la plus ancienne université de l'État, l'université Baker est toujours affilée liée à l'Église méthodiste unie.

## Présentation
L'université est composée d'un collège des arts et sciences, d'une école d'éducation, d'une école en soins infirmiers et d'une école en études professionnelles et diplômées. En 2017, elle compte environ 3 000 étudiants pour 85 enseignants et un budget d'environ 38 millions de dollars.
Une partie de son campus est inscrite au Registre national des lieux historiques.